# Cupressus macrocarpa
Cupressus macrocarpa, el ciprés de Monterrey, es una especie arbórea de la familia de las Cupresáceas, originaria del sudoeste de los Estados Unidos.

## Descripción
De copa ancha y abovedada, puede alcanzar los 30 m. Pequeñas hojas escamiformes, de color verde oscuro, bastante gruesas y de ápice obtuso no punzante. Corteza rojiza muy agrietada. Estróbilos femeninos y masculinos, los primeros de 4 cm, redondeados y verdes que tornan a púrpura al madurar, y los segundos muy pequeños, redondeados y amarillos.

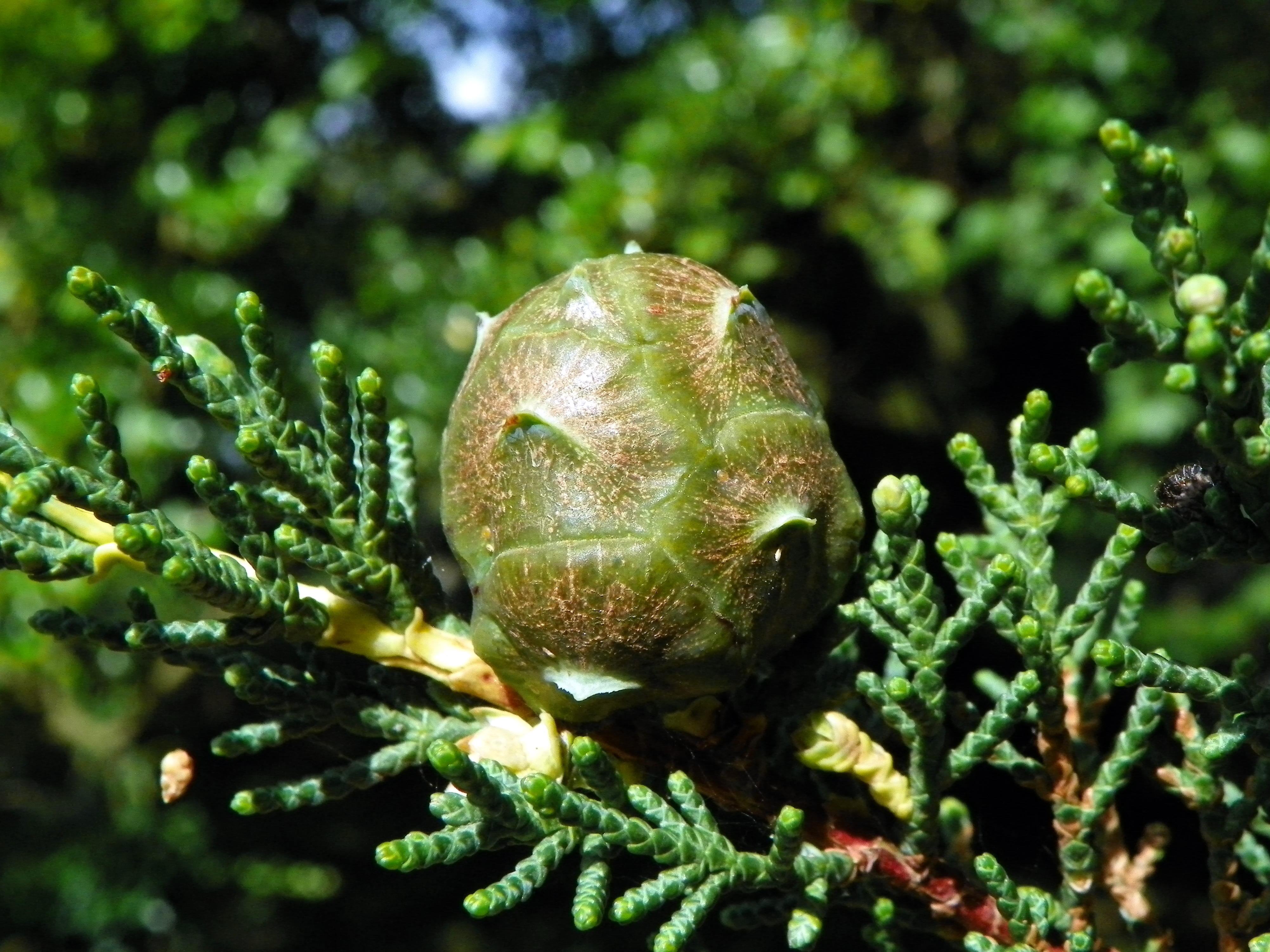
Conos de C. macrocarpa

## Distribución
El ciprés de Monterey se encuentra naturalmente sólo en la costa central de California. Debido a que es un relicto glacial, el rango de distribución natural de la especie durante los tiempos modernos se limita a dos pequeñas poblaciones relictas cerca de Carmel, en Cypress Point en Pebble Beach y en Point Lobos. Históricamente, durante el pico de la última edad de hielo, el ciprés de Monterey probablemente habría formado un bosque mucho más grande que se extendía mucho más al norte y al sur.
El hábitat natural se caracteriza por sus veranos frescos y húmedos, que frecuentemente envuelven a los árboles en niebla marina.
Esta especie se ha plantado ampliamente fuera de su área de distribución nativa, particularmente a lo largo de las costas de California y Oregón. Su distribución europea incluye Gran Bretaña (incluidas la Isla de Man y las Islas del Canal), Francia, Irlanda, España, Grecia, Italia y Portugal. Destaca su introducción en las Islas Canarias, donde está asilvestrado en la actualidad. En Nueva Zelanda, las plantaciones se han naturalizado y las condiciones allí son más favorables que en su área de distribución nativa. También se ha cultivado experimentalmente como cultivo maderero en Kenia.
El árbol se ha plantado con éxito en Sri Lanka, y se exhibe un espécimen de 130 años en el Jardín Botánico Hakgala en Nuwara Eliya.

## Efectos
Se ha reportado que el ciprés de Monterrey ha provocado partos prematuros al ser ingerido por ganado vacuno en Nueva Zelanda. El fitocomponente responsable de esta actividad se ha identificado como ácido isocuprésico, que también está presente en el pino ponderosa, provocando efectos similares. 

## Taxonomía

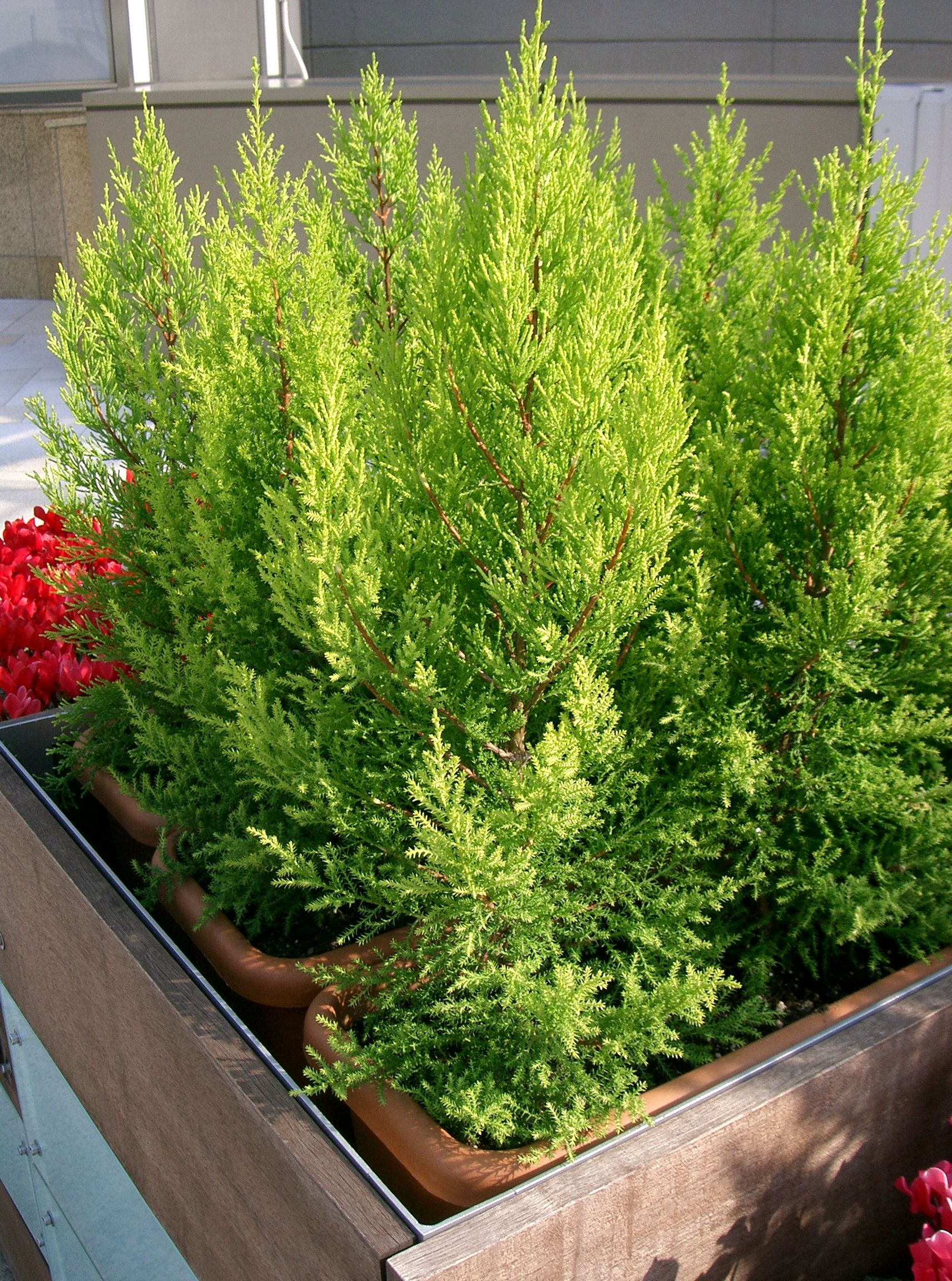
.

El género fue descrito por Hartw. ex Gord. y publicado en de Nueva ZelanJournal of the Horticultural Society of London 4: 296. 1849.
Etimología
Cupressus es el nombre latín del ciprés que de acuerdo con algunos autores proviene de "Cyprus" (Chipre), donde otro ciprés (Cupressus sempervirens) crece silvestre. 
macrocarpa, del latín macrocarpus-a-um que significa "de fruto grande".
Sinonimia
- Cupressus hartwegii Carrière
- Cupressus lambertiana hort. ex Carrière
- Cupressus macrocarpa var. lambertiana (Carrière) Mast.[5]
- Cupressus macrocarpa var. goldcrest o Cedro limón
- Callitropsis macrocarpa (Hartw.) D.P.Little
- Cupressus hartwegii Carrière
- Cupressus reinwardtii Beissn.
- Hesperocyparis macrocarpa (Hartw.) Bartel
- Neocupressus macrocarpa (Hartw.) de Laub.[6]